# ینی‌سئی کوچک
ینی‌سئی کوچک (به لاتین: Little Yenisey) یک رود میان کشورهای روسیه و مغولستان است که در تووا واقع شده‌است.